# 岡部はち郎
岡部 はち郎（おかべ はちろう、1956年11月8日 - ）は、福岡のローカルタレント、コピーライター。岡部はち郎事務所代表。愛称・通称はおかはち。
福岡県立福岡中央高等学校出身。横浜放送映画専門学院中退。ウクレレ奏者としても活動している。芸能事務所・オフィスノアール所属。

## 出演番組
- グッドモーニング大分（FM大分）
- めんたいワイド（福岡放送）
- 喜多屋フォーク蔵開き、8ちゃんQちゃん（FM福岡）

かつての出演番組
- アサデス。（KBCテレビ、過去）
- POP STARS（FM山口、過去）
- HAKATA PARADISE（CROSS FM、過去）
- MORNING BOOSTER （LOVE FM、過去）
- シック ワンダークラブ はちきれそうな金曜日 → シック ワンダークラブ はちきれそうな金ボタン（RKBラジオ、過去）
- オカベハチモク 土曜DEゴンザレス（RKBラジオ、過去）
- 天神ラジオパラダイス（在福ラジオ4局）
- ホークス歌の応援団 日曜日（RKBラジオ、過去）
- ザ・ミュージック・キャバレー（RKBラジオ、過去）
- おかはちワイド チューチュートレイン（KBCラジオ）

## コピーライターとして

### CM製作
主にCMソング等を手がける
- ユニクロ
- オーレック
- レインボーモータースクール
- オートマックス
- クラーク記念国際高等学校
- 久留米競輪場

### 作詞
- SO.TA.I